# Italiensk långbensgroda
Italiensk långbensgroda (Rana latastei) är en art i familjen äkta grodor (Ranidae) som tillhör ordningen stjärtlösa groddjur. 

## Utseende
Grodan är spetsnosad, med en kroppslängd upp till 7 centimeter. Trumhinnan är liten, och svår att upptäcka. Färgen är ovan brunaktig med mörkare markeringar längs huvudets sidor och, oftast, med mörkare fläckar på bakbenen. Buken är ljusare, ofta rosaaktig, och kan ha otydliga fläckar. Ögonen vetter åt sidorna, med oval, horisontal pupill.

## Utbredning
Den italienska långbensgrodan finns enbart i norra Italien (längs Po-flodens norra område), allra sydligaste spetsen av Schweiz (kantonen Ticinos sydspets), samt i delar av Slovenien och Kroatien. Populationerna kan lokalt vara rikliga, speciellt i västra delen av utbredningsområdet, men generellt är grodan på nedgång.

## Fortplantning
Parningen sker under en relativt kort tid i mars. Amplexus (hanens livtag på honan under parningen) sker strax bakom frambenen. Honan lägger mellan 100 och 700 ägg klumpvis i vattnet.

## Vanor
Grodan är främst nattaktiv, men kan även uppträda dagtid under regnväder. Den föredrar låglänta områden upp till 400 m. Den föredrar fuktig, skogbeväxt terräng, gärna längs stillastående eller rörliga vattensamlingar som är rika på vegetation.
Under vintern, från november till februari, är den inaktiv. Övervintringen sker på land, ofta upp till en kilometer från vatten.